# 森林眼鏡蛇
森林眼鏡蛇（學名：Naja melanoleuca），又名黑白眼鏡蛇，為一種分佈於非洲中西部的毒蛇，常見於低地森林及熱帶草原，但亦能適應更乾燥的生境及擅長游泳。其為眼鏡蛇屬中體型最大的成員，體長可達3.1米，也是非洲最大的眼鏡蛇。此蛇食性廣泛，獵物涵蓋昆蟲及各類體型適合的爬行與哺乳動物。這種眼鏡蛇機警、敏捷、危險性高，在受騷擾時會鼓起頸部並抬起前半身，作出攻擊的姿勢。由於不同因素，被森林眼鏡蛇咬傷的人不多，但一旦被咬則需盡快就醫，因其可危及生命。